# Fange de l'Abîme

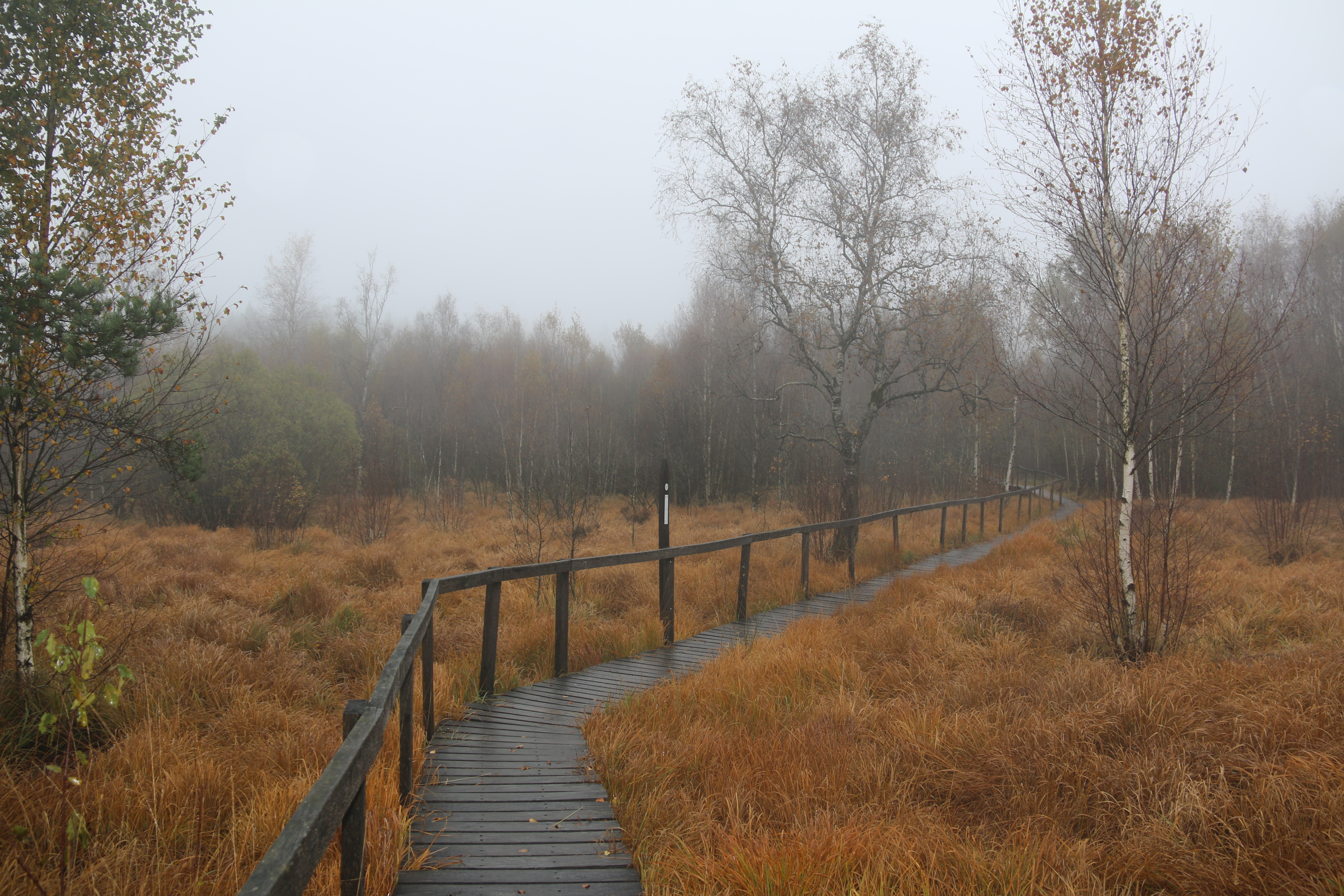
Fange de l'Abîme

Fange de l'Abîme (Frans:Réserve naturelle domaniale Fange de l'Abîme) is een natuurreservaat op het plateau van Croix Scaille in de Ardennen in Gedinne in de Belgische provincie Namen. Het reservaat van 8 hectare in het Natuurpark Zuidelijke Ardennen werd opgericht in 1985 en omvat het overblijvende veengebied; het werd geklasseerd als Site de grand intérêt biologique. Het natuurgebied is Europees beschermd als onderdeel van Natura 2000-gebied Vallée de la Hulle; de Hulle ontspringt er. Een plankenpad slingert door het reservaat heen. Tussen 2006 en 2009 werd een Life-project uitgevoerd waarbij venen werden hersteld en ruimte werd gecreëerd voor natuurlijk loofbos. In de Fange de l'Abîme groeit de zeldzame varensoort koningsvaren en ook veenorchis. In het reservaat komt roodborsttapuit, adder, nachtzwaluw en klapekster voor.

## Afbeeldingen

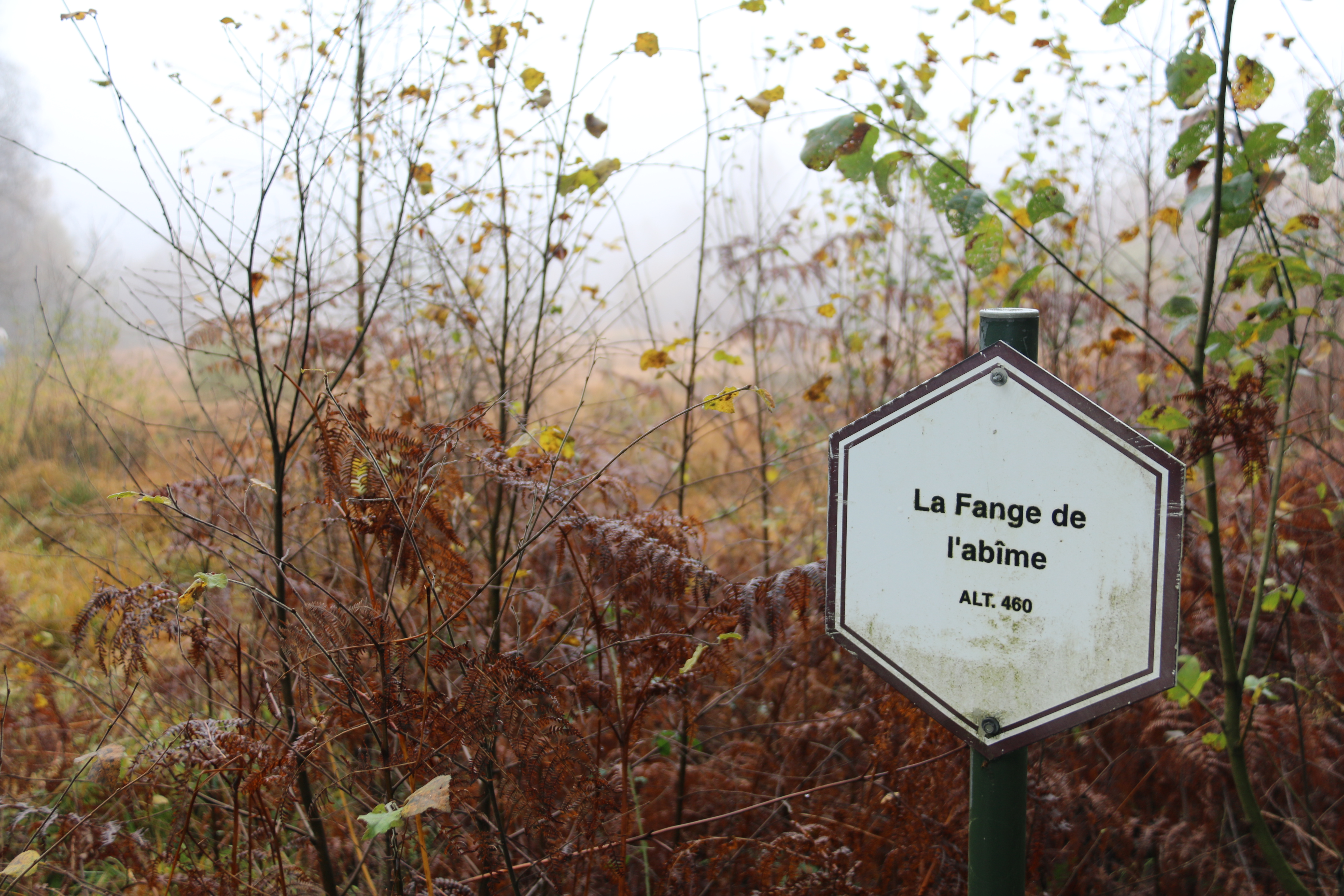
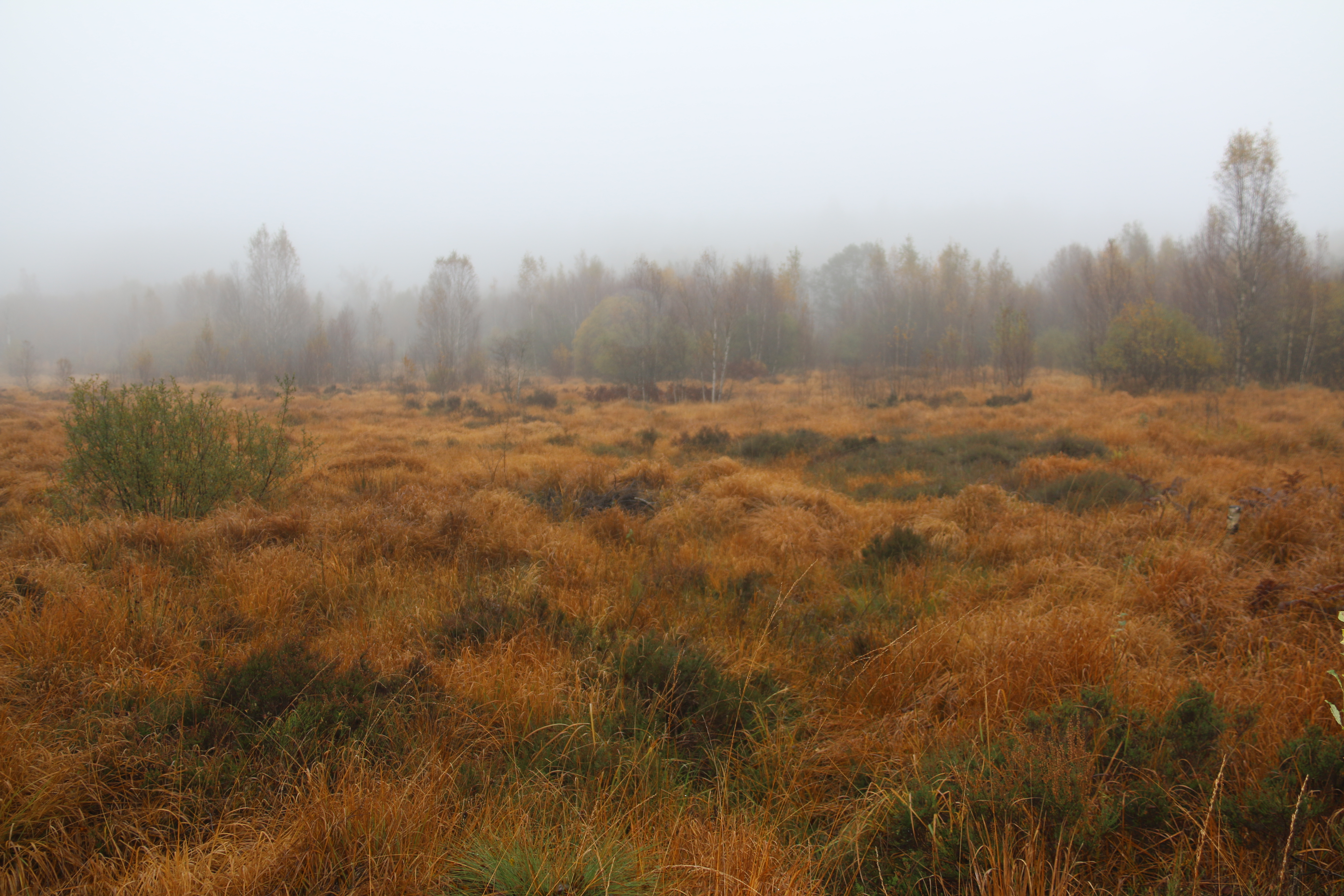
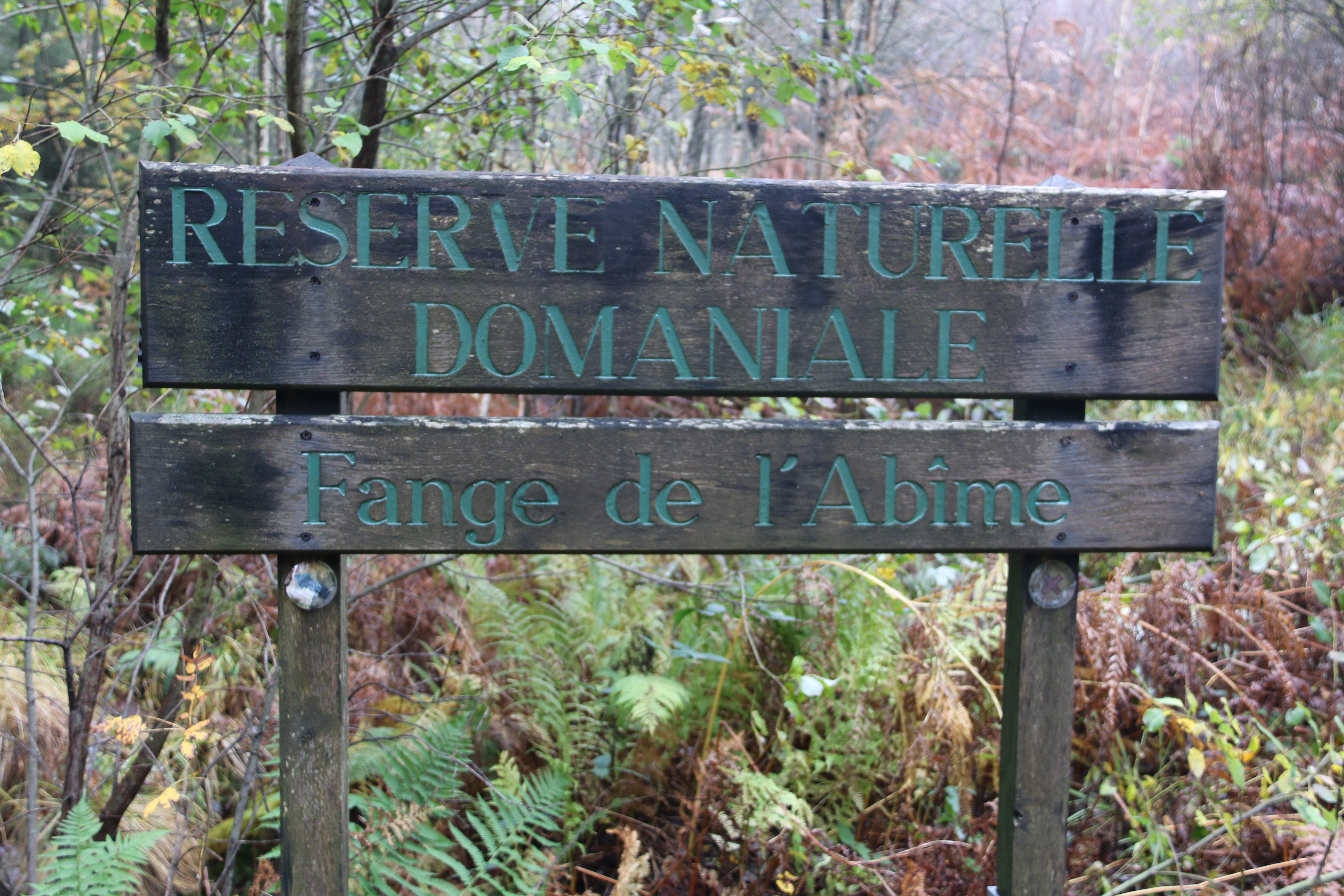